# Новый (Красноярский край)
Новый — посёлок в Дзержинском районе Красноярского края России. Входит в состав Михайловского сельсовета.

## География
Поселок расположен в южной части Дзержинского района, в 46 км от п. Дзержинское и в 104 км от г. Канска по трассе Р 410.

## История
На основании решения Дзержинского исполкома райсовета от 28 мая 1958 года был утвержден проект отвода земли Канскому ЛПХ под постройку рабочего поселка.
Летом 1958 г. началось строительство посёлка, которому дали название — Новый.

## Социальная сфера
В посёлке на ул. Школьная д.7 — средняя общеобразовательная школа.

## Известные люди
1. Богданова Надежда Георгиевна 28.09.1937 г.р. работала заведующей Новинским ФАП.